# Villeroy-sur-Méholle
Villeroy-sur-Méholle är en kommun i departementet Meuse i regionen Grand Est (tidigare regionen Lorraine) i nordöstra Frankrike. Kommunen ligger i kantonen Void-Vacon som tillhör arrondissementet Commercy. År 2022 hade Villeroy-sur-Méholle 56 invånare.

## Befolkningsutveckling
Antalet invånare i kommunen Villeroy-sur-Méholle
| Referens: INSEE |